# Eumerus tadzhikorum
Eumerus tadzhikorum är en tvåvingeart som beskrevs av Stackelberg 1949. Eumerus tadzhikorum ingår i släktet månblomflugor, och familjen blomflugor.
Artens utbredningsområde är Tadzjikistan. Inga underarter finns listade i Catalogue of Life.